# Fritz Vogelsang (General)
Fritz Vogelsang (* 10. März 1915; † 2009) war ein deutscher Offizier, zuletzt Brigadegeneral der Bundeswehr.

## Leben
Fritz Vogelsang diente in der Reichswehr und gehörte bereits der Artillerietruppe der Wehrmacht an. 1943 erhielt er als Major und Abteilungskommandeur in einem Artillerie-Regiment das Deutsche Kreuz in Gold verliehen. Später diente er in der 116. Panzer-Division, u. a. als Divisionsadjutant und Kommandeur des Panzer-Artillerie-Regiments 148. Mit der Division kämpfte er u. a. im Hürtgenwald und in der Ardennenoffensive.
Vom 1. April 1964 bis 30. September 1969 war er als Oberst Kommandeur des Artillerieregiments 2 in Marburg.
Als Brigadegeneral war er vom 15. Oktober 1969 bis 30. September 1972 Korps-Artilleriekommandeur 1. Anschließend schied er aus der Bundeswehr aus.
Sein militärischer Nachlass befindet sich im Bundesarchiv-Militärarchiv in Freiburg.

## Werke (Auswahl)
- Gedanken zur Erziehung und Ausbildung unserer jungen Soldaten. In: Wehrkunde 6/1963, 12. Jahrgang, S. 302–312.